# Field
Field är en by i civil parish Leigh, i distriktet East Staffordshire, i grevskapet Staffordshire i England. Byn är belägen 7 km från Uttoxeter. Field var en civil parish 1866–1934 när blev den en del av Leigh. Civil parish hade 54 invånare år 1931.